# LAMモザンビーク航空470便墜落事故
LAMモザンビーク航空470便墜落事故（LAMモザンビークこうくう470びんついらくじこ）とは、2013年11月29日にLAMモザンビーク航空の470便（エンブラエル ERJ-190）がナミビア東部のブワブワタ国立公園に墜落し、乗員乗客33名全員が死亡した事故である。回収されたブラックボックスの調査により、機長が故意に墜落させたことが判明した。

## 概要

### 事故機の経歴
事故当日、470便として運行されていたERJ-190（機体記号C9-EMC・製造番号581）は2012年10月に製造され、2012年11月にLAMモザンビーク航空に引き渡された。飛行時間は2,905時間の新造機で、モザンビーク航空の所有する機体の中では一番新しいものであった。事故機は事故の前日の11月28日にエンジンと機体の検査が行われていた。

### 事故発生
LAMモザンビーク航空470便は2013年11月29日、モザンビークの首都マプトに位置するマプト国際空港を、中央アフリカ時間午前11時26分に離陸。アンゴラの首都ルアンダにあるクアトロ・デ・フェベレイロ空港に西アフリカ時間午後2時10分に着陸する予定だった。しかし470便はボツワナの空域を巡航高度38,000フィート（11,582メートル）で飛行中、突然毎秒100フィート（約30メートル）の降下を始め、その後機体は高度3,000フィート（914メートル）でレーダーから消失した。
到着時刻になっても機体が到着しなかったため捜索が始まり、翌11月30日にブワブワタ国立公園の湿地帯で焼け焦げた機体の残骸と乗員乗客の遺体が発見された。当日の天候は荒れていて、飛行経路の近くは豪雨だった。

## 事故原因
事故原因は現在国家運輸安全委員会 (NTSB) とモザンビーク民間航空協会 (IACM) を中心に、ボツワナ、アンゴラ、ブラジル、中国、ナミビアの専門家が参加して調査している。
フライトデータレコーダーとコックピットボイスレコーダーの2つのブラックボックスは事故現場から回収され、アメリカのNTSBの研究所で解析された。
2013年12月21日にIACMのヘッド、ジョアン・アブレウが、機長が機体を墜落させる「明確な意思」をもって自動操縦の設定を変更していたことを発表し、合わせて予備調査報告書を公表した。報告書によると機長はコックピットのドアをロックして閉じこもり、オートスロットルを切ってエンジン推力を手動で調節し、減速用のスポイラーを展開するとともに、自動操縦装置の飛行高度を3回にわたり変更していた。最後の変更では地表より低い高度である592フィート（約180メートル）にまで下げられていた。アブレウは「（機長には）墜落の直前まで各種の警報音が鳴り響き、副操縦士のドアを開けろという声と繰り返しドアを叩く音が聞こえていたはずだ」と語った。
当初、機長がなぜこのような行動をとったかは不明とされていた。その後の調査で、機長が、息子の自殺と見られる死、娘の入院、離婚調停などの問題を抱えていたことが判明した。

## 映像化
- メーデー!:航空機事故の真実と真相 第18シーズン第9話「Cockpit Killer」 - インタビューに答えた捜査官は、「この事故の教訓がもっと世界中で徹底されていたら、ジャーマンウイングス9525便墜落事故を防げていたかもしれない」と発言している。